# 幾花にいろ
幾花 にいろ（いくはな にいろ、1987年2月16日 - ）は、日本の漫画家。男性。三重県出身、東京都在住。ペンネームの由来は自身の誕生日である。

## 来歴

### 商業デビュー - 二次創作アンソロジー
名古屋の専門学校在学中に友人の勧めで同人誌活動を開始。同人誌即売会でのスカウトを経て、2008年にゲーム「School Days」の二次創作アンソロジーコミックで商業誌デビュー。これ以降も、「真・恋姫†無双」等の一迅社のアンソロジーコミックを中心に執筆する。
同人誌やアンソロジーコミックでは、当初は「元樹朱鷺（あさぎ・しゅろ）」名義を使用していたが、後述の4コマ漫画誌では幾花にいろ名義を使用し、2013年頃から商業活動を全て幾花名義に統一している。

### 4コマ漫画誌
2012年、初の投稿作品である「机ノ上神話」で芳文社「第6回新人4コマまんが大賞」努力賞を受賞。翌2013年、4コマ漫画誌『まんがタイム』（芳文社）で『通り抜けできます。』でオリジナル作として初の掲載を開始する。2015年には、『まんがタイムスペシャル』（芳文社）で『同姓同盟』を掲載。
2019年2月、初の一般向け単行本『幾花にいろ初期作品集 机ノ上神話』が刊行され、4コマ漫画誌掲載の作品がすべて収録された。

### 成人向け
2015年、『comicアンスリウム』（ジーオーティー）11月号に初の成人向け作品である「開き直り」掲載。翌年には『COMIC快楽天』（ワニマガジン社）にも執筆を開始し、主な活動の場を成人向け漫画誌へと移す。
2018年4月、『COMIC快楽天』で発表した作品を収録した初の成人向け単行本『幾日』が刊行。刊行記念として、日本橋のギャラリー「space caiman」にて『幾日展』（2018年4月27日-5月6日）が開催され、原画や設定の展示・販売、特製グッズ販売のほか、サイン会やライブドローイングなどのイベントが行われた。
2021年8月、『comicアンスリウム』他のジーオーティー発行雑誌で発表した作品を収録した2冊目の成人向け単行本『丹』が刊行。
2023年からは、『コミックホットミルク』（コアマガジン）にも執筆を開始。

### 青年向け
2018年2月、一般青年漫画誌『楽園 Le Paradis』（白泉社）の第26号より「イマジナリー」の連載を開始。幾花は『comicアンスリウム』と『COMIC快楽天』の2誌で手一杯であったため、それ以外の掲載依頼をすべて断っていたが、同誌編集長の飯田孝からの度重なるオファーを断り切れなくなった、と述べている。ついで同年8月、同誌のWEB増刊でも「あんじゅう」の連載を開始する。
2021年1月に「あんじゅう」の単行本1巻、3月に「イマジナリー」の単行本1巻が刊行された。
2022年7月、一般女性漫画誌『ミステリーボニータ』（秋田書店）8月号より「国を蹴った男」（原作：伊東潤）の連載を開始、2025年1月号で完結した。
2025年8月、『楽園 Le Paradis』誌のWEB増刊で「HOTEL camera obscura」の連載を開始。

### 同人誌活動
先述のとおり、幾花は同人誌活動からキャリアをスタートさせている。サークル「うさぎ大行進」として各種二次創作同人誌に寄稿し、近年では個人サークル「幾花にいろサークル」を主宰してコミックマーケットに参加している。

## 作品リスト

### アンソロジーコミック

#### 元樹朱鷺名義
| 作品タイトル                          | 書名                                             | 号数     | 初版発行日    | 出版社                        | ISBN               | 備考             |
| ------------------------------------- | ------------------------------------------------ | -------- | ------------- | ----------------------------- | ------------------ | ---------------- |
| 「スタートライン」                    | School Days 言葉コミックアンソロジー             | -        | 2008年3月15日 | 一迅社／DNAメディアコミックス | ISBN 9784758004282 | 商業誌デビュー作 |
| 「前原圭一 ●●（ピー）の危機」         | ひぐらしのなく頃に コミックアンソロジー          | 傷癒し編 | 2008年3月25日 | 一迅社／DNAメディアコミックス | ISBN 9784758004312 |                  |
| 「龍宮救助（レスキュー）隊顛末」      | ひぐらしのなく頃に コミックアンソロジー          | 夢灯し編 | 2008年5月25日 | 一迅社／DNAメディアコミックス | ISBN 9784758004404 |                  |
| 「乙女心と初夏の空」                  | ひぐらしのなく頃に コミックアンソロジー          | 霊遷し編 | 2008年7月25日 | 一迅社／DNAメディアコミックス | ISBN 9784758004510 |                  |
| 「下味は一途な愛を」                  | Fate/hollow ataraxia コミックアンソロジー        | vol.13   | 2008年5月15日 | 一迅社／DNAメディアコミックス | ISBN 9784758004398 |                  |
| 「恋愛探偵、推理、される。」          | Fate/hollow ataraxia コミックアンソロジー        | vol.14   | 2008年7月15日 | 一迅社／DNAメディアコミックス | ISBN 9784758004497 |                  |
| 「朱に交わりて、なんかもうドス黒く…」 | Fate/hollow ataraxia コミックアンソロジー        | vol.15   | 2008年9月5日  | 一迅社／DNAメディアコミックス | ISBN 9784758004602 |                  |
| -                                     | スーパーロボット大戦Z コミックアンソロジー       | -        | 2009年1月5日  | 一迅社／DNAメディアコミックス | ISBN 9784758004763 | カラーイラスト   |
| 「お姫様、お手をどうぞ？」            | マクロスF コミックアンソロジー                   | -        | 2009年4月5日  | 一迅社／DNAメディアコミックス | ISBN 9784758004862 |                  |
| 「若気の至り」                        | 俺たちに翼はない コミックアンソロジー            | -        | 2009年5月5日  | 一迅社／DNAメディアコミックス | ISBN 9784758004916 |                  |
| 「マイハニーフォーエバー」            | 真・恋姫†無双 コミックアンソロジー               | 第1巻    | 2009年6月5日  | 一迅社／DNAメディアコミックス | ISBN 9784758004930 |                  |
| 「その時、外史が動いた」              | 真・恋姫†無双 コミックアンソロジー               | 第2巻    | 2009年8月5日  | 一迅社／DNAメディアコミックス | ISBN 9784758005029 |                  |
| -                                     | 真・恋姫†無双 コミックアンソロジー               | 第3巻    | 2009年9月5日  | 一迅社／DNAメディアコミックス | ISBN 9784758005128 | 総扉イラスト     |
| -                                     | 真・恋姫†無双 コミックアンソロジー               | 第5巻    | 2010年1月5日  | 一迅社／DNAメディアコミックス | ISBN 9784758005289 | カラーイラスト   |
| 「本日の議題」                        | 真・恋姫†無双 コミックアンソロジー               | 第7巻    | 2010年5月5日  | 一迅社／DNAメディアコミックス | ISBN 9784758005494 |                  |
| 「酒は飲んでも」                      | 真・恋姫†無双 コミックアンソロジー               | 第8巻    | 2010年7月5日  | 一迅社／DNAメディアコミックス | ISBN 9784758005586 |                  |
| 「愛のかたち」                        | 真・恋姫†無双 コミックアンソロジー               | 第9巻    | 2010年9月5日  | 一迅社／DNAメディアコミックス | ISBN 9784758005876 |                  |
| 「友達100人計画（松風編）」           | 真剣で私に恋しなさい!! コミックアンソロジー      | vol.3    | 2010年6月5日  | 一迅社／DNAメディアコミックス | ISBN 9784758005531 | 総扉イラスト     |
| 「呪いの兜」                          | 真剣で私に恋しなさい!! コミックアンソロジー      | vol.7    | 2011年11月5日 | 一迅社／DNAメディアコミックス | ISBN 9784758006613 |                  |
| 「ここにいるぞ！」                    | 真・恋姫†無双 THE ANIMATION コミックアンソロジー | -        | 2010年8月5日  | 一迅社／DNAメディアコミックス | ISBN 9784758005708 |                  |
| 「蒲鉾が恋を語る話」                  | 探偵オペラミルキィホームズ コミックアンソロジー  | -        | 2011年5月5日  | 一迅社／DNAメディアコミックス | ISBN 9784758006200 |                  |
| 「八雲のあそび方」                    | あっぱれ!天下御免 コミックアンソロジー           | -        | 2012年5月5日  | 一迅社／DNAメディアコミックス | ISBN 9784758006866 |                  |
| -                                     | 真・恋姫†無双〜萌将伝〜 コミックアンソロジー     | 第1巻    | 2010年11月5日 | 一迅社／DNAメディアコミックス | ISBN 9784758005968 | カラーイラスト   |
| 「くるくる萌将伝」                    | 真・恋姫†無双〜萌将伝〜 コミックアンソロジー     | 第3巻    | 2011年2月5日  | 一迅社／DNAメディアコミックス | ISBN 9784758006071 |                  |
| 「元気が出るおまじない」              | 真・恋姫†無双〜萌将伝〜 コミックアンソロジー     | 第4巻    | 2011年4月5日  | 一迅社／DNAメディアコミックス | ISBN 9784758006187 | 折り返しイラスト |
| 「癒しの森」                          | 真・恋姫†無双〜萌将伝〜 コミックアンソロジー     | 第5巻    | 2011年6月5日  | 一迅社／DNAメディアコミックス | ISBN 9784758006262 |                  |
| 「ハーメルンの笛吹き」                | 真・恋姫†無双〜萌将伝〜 コミックアンソロジー     | 第6巻    | 2011年8月5日  | 一迅社／DNAメディアコミックス | ISBN 9784758006385 |                  |
| 「前門の虎」                          | 真・恋姫†無双〜萌将伝〜 コミックアンソロジー     | 第7巻    | 2011年10月5日 | 一迅社／DNAメディアコミックス | ISBN 9784758006545 | カラーイラスト   |
| 「内助の功？」                        | 真・恋姫†無双〜萌将伝〜 コミックアンソロジー     | 第8巻    | 2011年12月5日 | 一迅社／DNAメディアコミックス | ISBN 9784758006644 |                  |
| 「三国が嫉妬する髪」                  | 真・恋姫†無双〜萌将伝〜 コミックアンソロジー     | 第9巻    | 2012年2月5日  | 一迅社／DNAメディアコミックス | ISBN 9784758006712 |                  |
| 「二人の休日」                        | 真・恋姫†無双〜萌将伝〜 コミックアンソロジー     | 第10巻   | 2012年4月5日  | 一迅社／DNAメディアコミックス | ISBN 9784758006828 | 裏表紙イラスト   |
| 「貧乳じゃない品乳だ」                | 真・恋姫†無双〜萌将伝〜 コミックアンソロジー     | 第12巻   | 2012年8月5日  | 一迅社／DNAメディアコミックス | ISBN 9784758007030 |                  |
| 「俺は白蓮の無限の可能性を信じてる」  | 真・恋姫†無双〜萌将伝〜 コミックアンソロジー     | 第13巻   | 2012年10月5日 | 一迅社／DNAメディアコミックス | ISBN 9784758007153 |                  |
| 「酒盛って尻切られる」                | 真・恋姫†無双〜萌将伝〜 コミックアンソロジー     | 第14巻   | 2012年12月5日 | 一迅社／DNAメディアコミックス | ISBN 9784758007245 |                  |
| 「一番苦い薬が最良薬だ」              | 真・恋姫†無双〜萌将伝〜 コミックアンソロジー     | 第15巻   | 2013年2月5日  | 一迅社／DNAメディアコミックス | ISBN 9784758007320 |                  |

#### 幾花にいろ名義
| 作品タイトル               | 書名                                                              | 号数   | 初版発行日    | 出版社                                                        | ISBN               | 備考                             |
| -------------------------- | ----------------------------------------------------------------- | ------ | ------------- | ------------------------------------------------------------- | ------------------ | -------------------------------- |
| 「ロールプレイング子守り」 | 真・恋姫†無双〜萌将伝〜 コミックアンソロジー                      | 第16巻 | 2013年4月5日  | 一迅社／DNAメディアコミックス                                 | ISBN 9784758007429 |                                  |
| 「Ｖ９への軌跡」           | 真・恋姫†無双〜萌将伝〜 コミックアンソロジー                      | 第17巻 | 2013年6月5日  | 一迅社／DNAメディアコミックス                                 | ISBN 9784758007535 |                                  |
| 「俺たちの大将！」         | 真・恋姫†無双〜萌将伝〜 コミックアンソロジー                      | 第18巻 | 2013年8月5日  | 一迅社／DNAメディアコミックス                                 | ISBN 9784758007689 |                                  |
| 「手のひらに太陽を」       | 真・恋姫†無双〜萌将伝〜 コミックアンソロジー                      | 第19巻 | 2013年10月5日 | 一迅社／DNAメディアコミックス                                 | ISBN 9784758007795 |                                  |
| 「老兵のなすべきは」       | 真・恋姫†無双〜萌将伝〜 コミックアンソロジー                      | 第20巻 | 2013年12月5日 | 一迅社／DNAメディアコミックス                                 | ISBN 9784758007849 |                                  |
| 「ダークサイド」           | 真・恋姫†無双〜萌将伝〜 コミックアンソロジー                      | 第21巻 | 2014年2月5日  | 一迅社／DNAメディアコミックス                                 | ISBN 9784758007924 |                                  |
| 「きっくあす！」           | 真・恋姫†無双〜萌将伝〜 コミックアンソロジー                      | 第22巻 | 2014年4月5日  | 一迅社／DNAメディアコミックス                                 | ISBN 9784758007993 |                                  |
| 「明日天気にしておくれ」   | 真・恋姫†無双〜萌将伝〜 コミックアンソロジー                      | 第23巻 | 2014年6月5日  | 一迅社／DNAメディアコミックス                                 | ISBN 9784758008099 |                                  |
| 「このあと怪我人続出」     | 真・恋姫†無双〜萌将伝〜 コミックアンソロジー                      | 第24巻 | 2014年8月5日  | 一迅社／DNAメディアコミックス                                 | ISBN 9784758008136 |                                  |
| -                          | 真・恋姫†無双〜萌将伝〜 コミックアンソロジー                      | 第25巻 | 2014年10月5日 | 一迅社／DNAメディアコミックス                                 | ISBN 9784758008242 | カラーイラスト                   |
| 「人たらしの才」           | 戦国†恋姫 コミックアンソロジー                                    | -      | 2014年3月5日  | 一迅社／DNAメディアコミックス                                 | ISBN 9784758007948 |                                  |
| 「屋上でのヒメごと」       | 真・恋姫†無双〜萌将伝〜 恋ノ祭編                                  | 春二   | 2014年4月25日 | アース・スター エンターテイメント／ アース・スター コミックス | ISBN 9784803005738 |                                  |
| 「スタートアップサマー」   | 真・恋姫†無双〜萌将伝〜 恋ノ祭編                                  | 夏二   | 2014年6月25日 | アース・スター エンターテイメント／ アース・スター コミックス | ISBN 9784803005813 |                                  |
| 「絡みチュパ」             | 真・恋姫†無双〜萌将伝〜 恋ノ祭編                                  | 秋二   | 2014年8月25日 | アース・スター エンターテイメント／ アース・スター コミックス | ISBN 9784803005837 |                                  |
| 「裸族のススメ！？」       | 真・恋姫†無双〜萌将伝〜                                           | 21     | 2014年5月25日 | アース・スター エンターテイメント／ アース・スター コミックス | ISBN 9784803005776 |                                  |
| 「SUNTANラバーズ」         | 真・恋姫†無双〜萌将伝〜                                           | 22     | 2014年7月25日 | アース・スター エンターテイメント／ アース・スター コミックス | ISBN 9784803005820 |                                  |
| 「ないしょの夜食」         | 真・恋姫†無双〜萌将伝〜                                           | 23     | 2014年9月25日 | アース・スター エンターテイメント／ アース・スター コミックス | ISBN 9784803005974 |                                  |
| 「温泉卓球で抱きしめて」   | 真・恋姫†無双〜萌将伝〜                                           | 26     | 2015年1月25日 | アース・スター エンターテイメント／ アース・スター コミックス | ISBN 9784803006865 |                                  |
| 「見ていますよ、先輩」     | 艦隊これくしょん -艦これ- 電撃コミックアンソロジー 佐世保鎮守府編 | 7      | 2015年4月7日  | KADOKAWA／電撃コミックスNEXT                                  | ISBN 9784048651110 |                                  |
| -                          | ぼっち・ざ・ろっく! アンソロジーコミック                          | 4      | 2024年11月9日 | 芳文社／まんがタイムKRコミックス                              | ISBN 9784832295834 | カラーイラスト・コメントイラスト |

### 一般向け

#### 単行本
1. 『机ノ上神話 幾花にいろ初期作品集』（芳文社、2019年2月7日発売[50]）ISBN 978-4-8322-5742-9
  - 「通り抜けできます。」（『まんがタイム』2013年4月号 - 6月号／9月号 - 12月号、全7回）- オリジナルでの連載デビュー作。
  - 「同姓同盟」（『まんがタイムスペシャル』2015年9月号 - 2016年5月号、全9回）- 初デジタル作画。
  - 「捨てられないひと」（『まんがタイムスペシャル』2019年3月号）- 単行本掲載のための新作。
  - 「机ノ上神話」（新人4コマまんが大賞投稿作）- 第6回の努力賞を受賞。
  - あとがきマンガ（カバー下描き下ろし）
2. 『あんじゅう』（白泉社）
  1. （2021年1月29日発売[51]）ISBN 978-4-592-71181-0
    - 『楽園 Le Paradis 増刊』2018年夏増刊（2018年8月配信）〜 2020年冬増刊（2020年12月配信）の掲載分を収録。

  2. （2023年5月31日発売[52]）ISBN 978-4-592-71223-7
    - 『楽園 Le Paradis 増刊』2021年夏増刊（2021年4月配信）〜 2022年冬増刊（2022年12月配信）の掲載分を収録。

  3. 完（2025年5月30日発売[53]）ISBN 978-4-592-71259-6
    - 『楽園 Le Paradis 増刊』2023年春増刊（2023年4月配信）〜 2025年春増刊（2025年4月配信）、および『楽園 Le Paradis』第46号（2024年10月）の掲載分を収録。
3. 『イマジナリー』（白泉社）
  1. （2021年3月31日発売[54]）ISBN 978-4-59271-183-4
    - 『楽園 Le Paradis』第26号（2018年4月）〜 第32号（2020年2月）、および『楽園 Le Paradis 増刊』2019年夏増刊（2019年8月配信）の掲載分を収録。

  2. （2022年7月29日発売[55]）ISBN 978-4-59271-207-7
    - 『楽園 Le Paradis』第33号（2020年6月）〜 第38号（2022年2月）、および『楽園 Le Paradis 増刊』2020年夏増刊（2020年8月配信）〜2022年春増刊（2022年4月配信）の掲載分を収録。

  3. （2024年9月30日発売[56]）ISBN 978-4-59271-247-3
    - 『楽園 Le Paradis』第39号（2022年6月）〜 第45号（2024年6月）、および『楽園 Le Paradis 増刊』2022年夏増刊（2022年8月配信）〜2024年夏増刊（2024年8月配信）の掲載分を収録。
4. 『国を蹴った男』（秋田書店　原作：伊東潤、「国を蹴った男」（講談社）より）[57]
  1. 上巻（2025年3月18日発売[58]）ISBN 978-4-253-30208-1
    - 『ミステリーボニータ』2022年8月〜10・12月号、2023年2・4・6月号掲載分を収録。

  2. 下巻（2025年3月18日発売[59]）ISBN 978-4-253-30209-8
    - 『ミステリーボニータ』2023年11月号、2024年1・3・5・7・9・11月号掲、2025年1月号掲載分を収録。

#### 連載終了
- 「国を蹴った男」（原作：伊東潤、「国を蹴った男」（講談社）より）（『ミステリーボニータ 』（秋田書店）2022年8月号[60] - 2025年1月号[61]、全15回）
- 「あんじゅう」（『楽園 Le Paradis増刊』、2018年春増刊（2018年8月配信） - 2025年春増刊（2025年4月配信））

#### 連載中
- 「イマジナリー」（『楽園 Le Paradis』第26号 - 連載中[注 14][注 15]）
- 「HOTEL camera obscura」（『楽園 Le Paradis増刊』、2025年夏増刊（2025年8月配信） - 連載中）

#### 単行本未収録
- 「深くくっきりと」(『尊い。4Pショート・ストーリーズ』（一迅社、2019年10月25日）ISBN 978-4-75802-055-8）
- 「幹事の不在」（『Eleganceイブ』（秋田書店）2021年8月号）

### 成人向け

#### 単行本
1. 『幾日』（ワニマガジン社、2018年4月27日発売[62]）ISBN 978-4-86269-559-8
  - 「発火」（『COMIC快楽天』2016年8月号）
  - 「咬合」（『COMIC快楽天』2016年10月号）
  - 「視野」（『COMIC快楽天』2016年12月号）
  - 「寄辺」（『COMIC快楽天』2017年2月号）
  - 「燦爛」（『COMIC快楽天』2017年4月号）
  - 「演色」（『COMIC快楽天』2017年6月号）
  - 「聞香」（『COMIC快楽天』2017年8月号）
  - 「白猫」（『COMIC快楽天』2017年10月号）
  - 「引鉄」（『COMIC快楽天』2018年1月号）
  - 作品解説 - 各収録作品ごとの作品解説と描き下ろし4コマ漫画。
2. 『丹（あか）』（ジーオーティー、2021年8月31日発売[63]）ISBN 978-4-82360-201-6
  - 「やむまで」（『COMICグレープ』ジーオーティー、Vol.80、2020年6月配信）
  - 「軟着地」（『comicアンスリウム』2016年5月号 vol.37）
  - 「落花流水」（『comicアンスリウム』2017年5月号 vol.49）
  - 「秘密」（『comicアンスリウム』2016年8月号 vol.40）
  - 「彼女の秘密I」（『comicアンスリウム』2016年10月号 vol.42）
  - 「彼女の秘密II」（『comicアンスリウム』2017年7月号 vol.51）
  - 「それぞれの秘密I」（『comicアンスリウム』2017年11月号 vol.55）
  - 「それぞれの秘密II」（『comicアンスリウム』2017年12月号 vol.56）
  - 「彼女の秘密III」（『comicアンスリウム』2018年12月号 vol.68）
  - 「秘密 最終話」（『comicアンスリウム』2021年8月号 vol.100）
  - 「開き直り」（『comicアンスリウム』2015年11月号 vol.31）
  - あとがき - 作品解説と描き下ろし1ページ漫画。

#### 単行本未収録
- 「賦活」（『COMIC快楽天』2018年6月号）
- 「畳句」（『COMIC快楽天』2018年10月号）
- 「披瀝」（『COMIC快楽天』2020年2月号）- 表紙も担当（同作のヒロイン）
- 「瓊音」（『COMIC快楽天』2022年2月号）
- 「補助輪」（『コミックホットミルク』（コアマガジン）2023年6月号）- 表紙も担当
- 「わたしの」（『コミックホットミルク』（コアマガジン）2024年4月号）- 表紙も担当

### キャラクターデザイン
- コリデール＆アリエス [64]（バーチャルYouTuber、2018年6月〜活動）

### イラストその他
- ブブキ・ブランキ　星の巨人（第20話 OPカードイラスト、2016年）
- 世話やきキツネの仙狐さん（第5話 EDカードイラスト、2019年）
- 『COMIC快楽天』（ワニマガジン社）2017年版下着カレンダーイラスト（2017年4月号、9月分を担当）- 4か月連続企画の3回目。各回ごとに3か月分のカレンダーイラストが3人の作家によって描かれた。
- 竹本泉『トゥインクルスターのんのんじーSUN』[65]（白泉社）寄稿イラスト（2018年5月）
- 咲次朗『埒』[66]（ジーオーティー）寄稿イラスト（2018年7月）
- ぎうにう アクリルフィギュア 豪華小冊子付き[67]（ジーオーティー）寄稿イラスト（2019年3月）
- にじさんじジューンブライドグッズ2020[68]（2020年6月）-白雪巴のイラストを担当。
- スマートフォン向けアプリ『うたわれるもの ロストフラグ』灯幻鏡イラスト「気高き日天之神」[69]（2022年6月）
- 『comicアンスリウム』（ジーオーティー）10周年記念イラスト[70]（2023年4月）
- 『楽園 Le Paradis』創刊15周年記念イラスト本「楽園の誘惑」[71][注 16]（2024年11月）
- 志摩時緒『オシバナ！』3卷（電子限定単行本）[73]（光文社）応援イラスト（2025年1月）

## 参加イベント
幾花本人が事前に登壇者として公表されたイベントのうち、個人の単行本刊行に関するもの以外につき記載する。
「楽園祭2018」（2018年4月14日-15日、アニメイト新宿）
2015年より同所で行われている「楽園祭」で描き継がれた会場壁絵に追記するライブドローイングに参加。
「エロマンガ修正ナイト」（2019年4月11日、阿佐ヶ谷ロフトA）
出演者として登壇。
「楽園オンリーショップ（東京）」（2019年7月13日-15日、うりぼうざっか秋葉原本店横）
7月15日、黒咲練導と共にジャンケン大会を実施（参加者と作家がジャンケンを行い、勝ち残った参加者にサイン入り特大キャラクターパネルが進呈された）。
「楽園オンリーショップ（大阪）」（2019年9月14日-16日、メロンブックス梅田店）
9月16日、木尾士目とのトークショーを開催、また木尾と共にジャンケン大会を実施（東京会場と同方式）。
「楽園 Le Paradis 10th ANNIVERSARY FESTIVAL」（2019年11月3日、ロフトプラスワン）
出演者として登壇。
「楽園 Le Paradis FESTIVAL 2023 〜Autumn〜」（2023年11月3日、ロフトプラスワン）
出演者として登壇。
「創刊15周年記念『楽園』展」（2024年8月2日-12日、新宿マルイ メン 8Fイベントスペース）
8月11日、唯鬼とのトークショーを開催。
「創刊15周年記念『楽園』展　東京凱旋展」（2025年5月1日-6月1日、GALLERY ZENON）
5月24日、シギサワカヤとのトークショーを開催。
「隣町ライブドローイング第1回　お絵描きの時間です。」（2025年8月15日、隣町珈琲）
黒咲練導とのライブドローイングを開催。